# The King Blues
The King Blues est un groupe anglais originaire de Londres mêlant les genres ska, folk et punk.

## Membres du groupe
- Jonny "Itch" Fox : chant, ukulélé, mélodica
- Jamie Jazz : chant, guitare
- Johnny Rich : chant, basse
- Jim Parmley : percussions
- Al Gunby : batterie

## Histoire du groupe
Le groupe annonce sa séparation le 3 avril 2012.